# Лой, Розетта
Розетта Провера Лой (итал. Rosetta Provera Loy, 15 мая 1931, Рим — 1 октября 2022, Рим) — итальянская писательница, была частью «поколения тридцатых», вместе с некоторыми из самых известных имён в итальянской литературе.

## Биография
Урождённая Розетта Провера была последней из четырёх детей, рождённых от брака между пьемонтским инженером и римской служащей. Свой первый рассказ она написала в девять лет, но настоящее литературное призвание проявилось к двадцати пяти годам. Однако ей пришлось ждать до 1974 года своей первой публикации «Велосипед».
Затем последовало множество других романов, хорошо принятых критиками и отмеченных престижными литературными премиями. Произведения Розетты Лой полностью переведены на французский и другие языки. С французского Лой перевела серию Эйнауди «Писатели, переведённые писателями», «Доминик» Фромантена (1990) и «Принцессу Клевскую» мадам де Лафайет (1999).
В 1992 году Розетта Лой на мгновение покинула Эйнауди, где четырьмя годами ранее она опубликовала свою самую известную работу, исторический роман «Пыльные дороги», и опубликовала полуавтобиографический роман «Зимние сны» в издательстве Мондадори.
Происходя из богатой католической семьи, Розетта Лой принадлежала к некой итальянской буржуазии, которая, не выступая открыто за фашизм, не выступала и против расовых законов, может быть, потому, что не вполне осознавала разворачивавшуюся трагедию. Эти рассуждения лежат в основе сюжета одного из её произведений: «Слово еврей» 1997 года. Писательница посвятила много интервью тому, чтобы привлечь внимание молодёжи к таким острым вопросам, вплоть до проведения смелой параллели между собой и Анной Франк, отметив случайное сходство их столь разных судеб.
Она поддерживала себя, продолжая публиковать книги, давать интервью и присутствовать в культурном ландшафте. С 2007 года она входила в состав жюри премии Гринцана Кавура, откуда она ушла в отставку вместе с другими членами жюри в 2009 году.
Она умерла в Риме, где проживала, 1 октября 2022 года в возрасте 91 года и была похоронена в Мирабелло-Монферрато.

## Личная жизнь
В 1955 году, после долгих отношений, она вышла замуж за Беппе Лой, брата режиссёра Нанни Лой. У супругов было четверо детей (включая писательницу Маргариту Лой), и их союз продлился тридцать лет, вплоть до смерти Беппе в 1981 году. Во время свадьбы Розетта Лой познакомилась с Чезаре Гарболи, с которым у неё были очень сложные отношения (физические и интеллектуальные), которых она не скрывала. Но даже после того, как он овдовел, она отказалась от супружеских отношений с Гарболи, и они оставались друзьями до его смерти в 2004 году. Её последняя работа «Чезаре» посвящена Чезаре Гарболи.

## Награды и признание
- 1974: Первое место премии Виареджо[11]
- 1988: Премия Кампьелло[12]
- 1988: Премия Виареджо[11]
- 1988: Премия Катандзаро[13]
- 1988: Национальная литературная премия для писательниц[итал.][14]
- 1990: Премия Монтальчино[15]
- 1996: Премия Гринцане Кавур для итальянской художественной литературы[15][16]
- 1996: Премия Алассио Чентолибри — автор для Европы[итал.][17][18]
- 1997: Премия Фреджене[19]
- 1998: Приз жюри (имени Анны-Марии Ортезе), в рамках Национальной литературной премии Рапалло-Каридже для писательниц[итал.][20]
- 2004: Премия Багутта[21]
- 2005: Премия Бранкати[итал.][22]
- 2005: Национальная премия Регия Юлия[итал.][23]
- 2005: Приз Жана Моне за европейскую литературу[24]
- 2017: Премия Фонда Кампьелло за карьеру[25]